# Frez wiertniczy
Frez wiertniczy – wiertnicze narzędzie ratunkowe zbrojone twardymi spiekami, przeznaczone do zwiercania pozostawionych w otworze wiertniczym metalowych przedmiotów.
Wyróżnia się kilka rodzajów frezów wiertniczych:
- pierścieniowe
- stożkowe
- walcowe